# ヤニ・ステファノヴィック
ヤニ・ステファノヴィック（Jani Stefanović、1979年5月23日 - ）は、スウェーデン/フィンランドのヘヴィメタルミュージシャン、グラフィックデザイナー。出生地や、かつての活動の中心はスウェーデン・イェーテボリであるが、少年期から青年期にかけて、約8年間、隣国フィンランドのヘルシンキに在住しており、ヤニは「フィンランドは自分のすべての始まりの地である。」と述べている。また、2020年現在はフィンランドを活動の拠点としている。スウェーデンでの居住暦や活動歴も長いが、媒体によってはフィンランド人ともされており、正確な国籍は不明。
スウェーデンなどのヨーロッパのヘヴィメタルシーンでは、バンドの掛け持ちは普通に行われているが、ヤニのような数の掛け持ちを行っているミュージシャンは稀である。同様のミュージシャンとして、ヤニと複数のバンドで活動を共にするクリスチャン・アルヴェスタムも多くのバンドを掛け持ちしている。

## 略歴
1979年に、スウェーデン第二の都市、イェーテボリで生まれる。1993年頃にフィンランドの首都・ヘルシンキに引っ越す。また、この引越しの時期に、音楽に目覚め、音楽が人生で大きなパートを占めるようになる。ギターとドラムスを学び始める。初めは、自身をドラマーだと考えており、ドラムスをメインにしていた。その後、2001年にスウェーデンに戻っている。スウェーデンに戻ってから、メインの楽器をギターに変更し、ギタリストをメインに活動するようになった。
その後、音楽家として本格的に活動するようになる。スウェーデンに戻ってから、ストックホルムのメロディックデスメタルバンド、シンズ・オブ・オミッションにドラマーとして加入。しかし、それから間もなく同バンドは解散。音源に参加することはなかった。
また、ヨンショーピングのスラッシュメタルバンド、クリムゾン・ムーンライトにギタリストとして加入。1枚のアルバムに参加しているが、短期間で脱退。ヤニは、「とても短かったが、楽しい時間だった。」と述べている。
2003年に、イーロ・テルツネンと共に、ヘルシンキでメロディックデスメタルバンド、ルナセントを結成。ドラマーとして参加した。ルナセントは、2005年に1stアルバム『Through Darkness』をリリースしデビューしたが、ボーカリストのバリー・ホールダンが脱退。ヤニが、ボーカルを兼任するようになった。しかし、ヤニはスウェーデン在住で、ルナセントの活動の中心がフィンランドであったので、活動を継続することが難しく、2006年頃に脱退した。
2004年には、パワーメタルバンド、ディヴァインファイアを結成。同バンドでは、主にベースを除く、全楽器を担当している。また、時期によってはボーカルやベースも担当している。一時、解散したものの、その後再結成。現在でも活動し、5枚のアルバムをリリースしている。
2005年春に、パワーメタルソロプロジェクト、エッセンス・オブ・ソロウを立ち上げる。その後、同プロジェクトはスリーピース体制に移行。ヤニはギターとドラムスを担当するようになる。また、キーボーディストには元ソナタ・アークティカのミッコ・ハルキンが参加している。2007年に1stアルバム『Reflections of the Obscure』をリリース。その後、さらに人数が増え、ヤニはギターを担当するようになる。また、この頃までに、バンドの活動の拠点はフィンランドに移っている。しかし、その後目立った活動はなく、現在の活動状況は不明である。
ルナセント脱退後の2006年、デスメタルソロプロジェクト、ミザレーションを立ち上げる。立ち上げてから間もなく、スカー・シンメトリー等で活動するクリスチャン・アルヴェスタムがボーカリストとして参加。ヤニは、全楽器を担当した。ユニット体制のまま、1stアルバム『Your Demons - Their Angels』をリリースしデビューした。その後、バンド体制に移行し、ヤニはギターを担当している。
ミザレーションを立ち上げた2006年には、フィンランドのパワーメタルバンド、メヒダにギタリストとして参加。メヒダには、エッセンス・オブ・ソロウにも参加したミッコ・ハルキンや、セリオンのトーマス・ヴィクストロムも参加している。現在でも同バンドのギタリストとして在籍している。
2007年には、フィンランドのメロディックデスメタルバンド、Hilastherionに参加。1stアルバム『Taken From Darkness』に参加したが、短期間で脱退している。
2007年には、ミザレーションの活動で知り合ったクリスチャン・アルヴェスタムとセッションプロジェクト、ソリューション .45を立ち上げる。その後、バンド体制に移行し、2010年に1stアルバム『For Aeons Past』をリリース。
2008年には、クリスチャン・アルヴェスタムらと共にフュー・アゲインスト・メニーを結成。ヤニは、ドラムスを担当している。2009年に1stアルバム『Sot』をリリースした。
近年は、この他にもメロディックデスメタル/メタルコアバンド、ウィークニングにギタリストとして参加している。
2010年には、デスメタル系のバンド全てから脱退したが、その後、2011年に復帰している。
2018年には、新たなソロプロジェクト・ザカイア (Zhakiah)を立ち上げ、2020年にデビューアルバム『Where the Light Will Thread』をリリースしデビューした。
時期は不明であるが、スラッシュメタルバンド、アム・アイ・ブラッドにも参加していた。
ミュージシャンとしてだけでなく、音楽プロデューサーやレコーディング・エンジニア、グラフィックデザイナーとしても活動している。

## 参加バンド

### 現在の参加バンド
- ソリューション .45 (Solution .45) - ギター :2007年 - 2010年、2011年 -
- ミザレーション (Miseration) - ギター、(ベース、ドラムス (2006年 - 2008年)) :2006年 - 2010年、2011年 -
- ディヴァインファイア（英語版） (Divinefire) - ドラムス、リードギター、リズムギター、キーボード、オーケストレーション、(ボーカル (2005年 - ))、(ベース (2010年 - )) :2004年 - 2008年、2010年 -
- エッセンス・オブ・ソロウ (Essence of Sorrow) - ギター、(ドラムス (2006年 - 2007年)) :2006年 -
- メヒダ（英語版） (Mehida) - ギター :2007年 -
- フュー・アゲインスト・メニー（スウェーデン語版） (The Few against Many) - ドラムス :2008年 -
- ウィークニング (The Weakening) - ギター :2009年 - 2010年、2011年 -
- ザカイア (Zhakiah) - ボーカル、ギター、ベース、キーボード：2018年 -

### 過去の参加バンド
- ルナセント (Renascent) - ドラムス、(ボーカル (2005年 - )) :2003年 - 2006年
- アム・アイ・ブラッド（英語版） (Am I Blood) - ギター
- クリムゾン・ムーンライト（英語版） (Crimson Moonlight) - ギター
- シンズ・オブ・オミッション (Sins of Omission) - ドラムス :2001年
- ヒラステリオン (Hilastherion) - ドラムス :2007年

## ディスコグラフィ

### ディヴァインファイア
アルバム
- 2004年 Glory Thy Name
- 2005年 Hero
- 2006年 Into a New Dimension
- 2008年 Farewell
- 2011年 Eye of the Storm

### エッセンス・オブ・ソロウ
アルバム
- 2007年 Reflections of the Obscure

### メヒダ
アルバム
- 2007年 Blood & Water
- 2009年 The Eminent Storm

### ミザレーション
アルバム
- 2007年 Your Demons - Their Angels
- 2009年 The Mirroring Shadow
- 2012年 Tragedy Has Spoken

### ソリューション .45
アルバム
- 2010年 For Aeons Past

デモ・シングル
- 2008年 Demo (Demo)
- 2008年 Demo Teaser (Demo)
- 2009年 Clandestinity Now (Single)

### フュー・アゲインスト・メニー
アルバム
- 2009年 Sot

### ウィークニング
アルバム
- 2012年 Chains of Plato

デモ
- 2010年 Chaos Harmony (Demo)

### クリムゾン・ムーンライト
アルバム
- 2004年 Veil of Remembrance

### ルナセント
アルバム
- 2005年 Through Darkness

EP
- 2004年 Demons' Quest (EP)

### ヒラステリオン
アルバム
- 2007年 Taken From Darkness

### ゲスト参加
- 2006年 Templar - Witch Hunt (EP、ギターでゲスト参加)
- 2008年 ReinXeed - The Light (ドラムスでゲスト参加)
- 2010年 Germán Pascual - A New Beginning (ドラムプログラミングなどでゲスト参加)